# الكهف (غرناطة)
بلدية الكهف أو (نقحرة: ألكيفي) (بالإسبانية: Alquife) هي بلدية تقع في مقاطعة غرناطة التابعة لمنطقة أندلسية جنوب إسبانيا.

## الديموغرافيا
بلغ عدد سكان بلدية الكهف 738 نسمة عام 2011 (وفقاً للمعهد الوطني الإسباني للإحصاء).
| 1.018 | 930 | 836 | 780 | 823 | 718 | 738 |